# Leucanopsis batesi
Leucanopsis batesi är en fjärilsart som beskrevs av Rothschild 1909. Leucanopsis batesi ingår i släktet Leucanopsis och familjen björnspinnare. Inga underarter finns listade i Catalogue of Life.